# Arachnodes dieganus
Arachnodes dieganus là một loài bọ cánh cứng trong họ Bọ hung (Scarabaeidae).